# トーレ・エドマン
トーレ・エドマン（Tore Edman、1904年7月25日 - 1995年6月16日）はスウェーデン、ヴェルムランド県アルヴィーカ出身の元スキージャンプ選手。

## プロフィール
1927年ノルディックスキー世界選手権スキージャンプで優勝、同種目スウェーデン勢唯一の金メダルである。